# Viola vallicola
Viola vallicola A.Nelson – gatunek roślin z rodziny fiołkowatych (Violaceae). Występuje naturalnie w Kanadzie (w prowincjach Kolumbia Brytyjska i Saskatchewan) oraz Stanach Zjednoczonych (w Kolorado, Kansas, Montanie, Dakocie Północnej, Dakocie Południowej i Wyoming).

## Morfologia
PokrójBylina dorastająca do 2–18 cm wysokości. Pędy w liczbie od jednego do pięciu, podnoszą się, płożące lub wyprostowane, nagie lub owłosione, wyrastają na końcu zdrewniałego kłącza.
LiścieLiście odziomkowe w liczbie od jednego do sześciu, ich blaszka liściowa ma owalny lub podługowato-owalny kształt, mierzy 1,5–4,3 cm długości oraz 0,9–1,1 cm szerokości, jest całobrzega lub piłkowana (sporadycznie falista) i orzęsiona na brzegu (czasami tylko w dolnej połowie blaszki), ma ściętą (czasami zbiegającą po ogonku) nasadę i wierzchołek od tępego do ostrego, jej powierzchnia jest naga lub owłosiona, ogonek liściowy jest nagi lub owłosiony i osiąga 3–10 cm długości, przylistki są przylegające do ogonków, tworzą dwa równowąsko lancetowate skrzydełka, są całobrzegie, wierzchołek czasem podzielony jest na nitkowate segmenty. Liście łodygowe są podobne, lecz blaszka liściowa ma kształt od owalnego lub lancetowatego do eliptycznego, mierzy 2,3–4 cm długości oraz 1–2 cm szerokości (około 2,2 raza dłuższe niż szersze), jest falista na brzegu, ma zazwyczaj nasadę od mniej więcej ściętej do niemal sercowatej (u młodszych liści jest czasami zbiegająca po ogonku) i ostry wierzchołek, ogonek liściowy osiąga 1,5–9,2 cm długości, a przylistki są od równowąskich do równowąsko lancetowatych, są mniej więcej całobrzegie, a wierzchołek jest ostry.
KwiatyPojedyncze, osadzone na nagich lub owłosionych szypułkach o długości 3-11,5 cm, wyrastających z kątów pędów. Mają działki kielicha o lancetowatym kształcie i nie są orzęsione na brzegu. Płatki mają ciemno cytrynowożółtą barwę od wewnątrz lub na obu powierzchniach, dwa płatki górne są czasami brązowopurpurowe od zewnętrznej strony, trzy dolne mają brązowopurpurowe żyłki, dwa boczne są gęsto brodate, najniższy płatek mierzy 9-14 mm długości, posiada garbatą ostrogę o długości 0,8-1,2 mm i żółtej barwie. Główka słupka jest brodata.
OwoceNagie lub delikatnie owłosione torebki mierzące 5 mm średnicy, o kulistym kształcie. Nasiona mają brązową barwę, osiągają 2,1–2,2 mm długości. Pokryte elajosomem, łącznie ze sznureczkiem (funiculus).

## Biologia i ekologia
Rośnie w równinach w towarzystwie bylic, łąkach, widnych lasach, często z przewagą jałowca. Występuje na wysokości od 400 do 2800 m n.p.m. Kwitnie od końca marca do początku lipca. Zaobserwowano zapylanie kwiatów przez muchówki z rodzajów Bombylius i Eristalis.
Liczba chromosomów 2n = 12. Według Johna Gilberta Bakera gatunek V. vallicola mógł dać początek taksonowi V. nuttallii poprzez podwojenie liczby jego chromosomów.